# Vera Hingorani
Vera Hingorani (urdu/hindi: ویرا ہنگورانی /वेरा हिंगोरानी , née: Vera Hotchand; Bubak,Sind, 23 dediciembre de 1924-Houston, Texas, 23 de abril de 2018) fue una médica (ginecóloga-obstetra) y escritora india galardonada el Premio Padma Shri en 1984. Fue directora médica de la OMS, presidenta del AIIMS de Nueva Delhi y ginecóloga de Indira Gandhi.
Estudió medicina en el Lady Hardinge Medical College de la Universidad de Delhi.